# Eva Hiller
Eva Hiller (geboren 1950 in Frankfurt am Main) ist eine deutsche Regisseurin, Drehbuchautorin und Filmproduzentin.

## Beruf
Eva Hiller studierte Pädagogik, Soziologie und Filmtheorie. Während ihres Diplomstudiums wurde Eva Hiller von der Studienstiftung des Deutschen Volkes gefördert. Dieses Stipendium ermöglichte ihr auch einen einjährigen Aufenthalt (1977–78) an der Université VIII in Paris. Außerdem konnte sie sich neben dem Studium redaktionell bei der feministischen Filmzeitschrift Frauen und Film engagieren. Dort war sie von 1975 bis 1978 Mitglied der Redaktion. Im Anschluss begann sie beim Film zu arbeiten, anfangs für Regisseure wie Peter Lilienthal und Luc Bondy. Später schrieb sie eigene Drehbücher, führte Regie und war als Filmproduzentin tätig. 
Die Weltpremiere der im Rahmen des Förderprogramm Filmerbe digital restaurierten Fassung ihres Essayfilms Unsichtbare Tage oder Die Legende von den weißen Krokodilen fand im Rahmen der Internationalen Filmfestspiele Berlin 2024 in der Sektion Retrospektive statt.

## Filmografie
- 1976: Ein Film von einer Frau ist noch kein Frauenfilm (90-Minuten WDR-TV-Feature, Buch und Realisation mit Renate Holy)
- 1977: Die linkshändige Frau (Script)
- 1978: Wahnsinn, das ganze Leben ist Wahnsinn (Regieassistenz)
- 1979: David (Script)
- 1980: Die Ortliebschen Frauen (Regieassistenz)
- 1981: Ansichtsfahrten, 45-Minuten-TV-Feature, Buch und Realisation mit Renate Holy, WDR[6]
- 1987: Aquaplaning (Regie, Drehbuch, Produktion)
- 1989: Maria von den Sternen (Co-Autorin)
- 1991: Unsichtbare Tage oder Die Legende von den weißen Krokodilen (Dokumentarfilm; Regie, Drehbuch, Produktion)
- 1993: Kann denn das noch Sünde sein…? (Essay-Film für arte/ZDF; Buch, Produktion, Regie; Erstausstrahlung: 10. August 1993)
- 1997: Der Umgang mit Menschen, die man nicht liebt (Essay-Film für arte/ZDF; Buch, Produktion, Regie; Erstausstrahlung: 27. Juli 1997)
- 2000: Die Lust auf Indiskretes Filmessay, 60 Min., Buch, Regie, Produktion für arte/ZDF[7]
- 2001: Wahre Geschichten – die Lust auf Privates (Essay-Film für arte/ZDF; Buch, Produktion, Regie; Erstausstrahlung: 22. März 2001)

## Publikationen
- Festival of Women’s Films New York 1976. Eva Hiller und Renate Holy. In: Frauen und Film, Nr. 10, 1976, S. 49. Online verfügbar. Abgerufen am 16. Dezember 2024.
- Berührungsverluste. Eva Hiller. Claassen Verlag, Berlin 1984, ISBN 978-3-546-44612-9.
- Kleine Menschen und zu groß geratene Kinder. In: Thomas Koebner (Hrsg.): Projektionen. Studien zu Natur, Kultur und Film, Bd. 7 Kindheiten. Edition text + kritik, München 2013, ISBN 978-3-86916-208-9.
- Der Verräter kann jeder sein. In: Hans Richard Brittnacher (Hrsg.): Projektionen. Studien zu Natur, Kultur und Film, Bd. 9 Verräter. Edition text + kritik, München 2015, ISBN 978-3-86916-371-0.
- Das Paradies als Katastrophe. In: Hans Richard Brittnacher (Hrsg.): Projektionen. Studien zu Natur, Kultur und Film, Bd. 10 Inseln., Edition text + kritik, München 2017, ISBN 978-3-86916-520-2.
- Stationen „Und wie es eben das Leben so will ...“ – Porträt aus den Erinnerungen von Ula Stöckl. In: Claudia Lenssen (Hrsg.) Film-Konzepte Heft 53 Ula Stöckl. Edition text + kritik, München 2019, ISBN 978-3-86916-801-2.